# 阿诺尔多·贝鲁蒂
阿诺尔多·贝鲁蒂（義大利語：Arnoldo Berruti，1902年—？），意大利前男子水球运动员。他曾代表意大利参加1924年夏季奥林匹克运动会水球比赛，结果获得第十名。